# آلیس در سرزمین عجایب (فیلم ۱۹۸۵)
آلیس در سرزمین عجایب (به انگلیسی: Alice in Wonderland) فیلمی ۱۸۷ دقیقه‌ای به کارگردانی هری هریس با بازی ناتالی گرگوری محصول کشور ایالات متحده آمریکا است.